# Ethan Daniel Corbett
Ethan Daniel Corbett (* in Santa Clarita, Los Angeles County, Kalifornien) ist ein US-amerikanischer Schauspieler.

## Leben
Corbett wurde in Santa Clarita in Kalifornien geboren, wo er auch aufwuchs. Seine Liebe zum Schauspiel entstand, als er die Dreharbeiten zum Film Dennis the Menace von Warner Bros. Entertainment besuchen durfte, da sein Vater für das Unternehmen arbeitete. Von 2011 bis 2014 studierte er Musiktheater an der California State University, Fullerton und beendete sein Studium mit dem Bachelor of Fine Arts. Sein Filmschauspieldebüt gab er 2014 in der Filmproduktion Spit. Ab demselben Jahr bis einschließlich 2015 stellte er in 64 Episoden der Fernsehserie Youthful Daze die Rolle des Tommy Dinato dar. Danach folgten fast ausschließlich Besetzungen in verschiedenen Kurzfilmen. 2021 wirkte er im Film Blursday mit. Obwohl erst 28 Jahre, erhielt er 2021 die Rolle des Wyatt L'hiver im Kurzfilm Voodoo, für den erst ein Schauspieler zwischen 50 und 70 Jahren gecastet werden sollte. 2022 war er in der Rolle des Antagonisten Angel Cregar im Horrorfilm Headless Horseman – Pakt mit dem Teufel zu sehen. 2024 stellte er im Horrorfilm Monster Mash die Rolle des Vampirs Dracula dar.

## Filmografie (Auswahl)
- 2014: Spit
- 2014–2015: Youthful Daze (Fernsehserie, 64 Episoden)
- 2015: Margreet (Kurzfilm)
- 2016: Where We Went (Kurzfilm)
- 2017: The New Guy (Kurzfilm)
- 2018: Blood (Kurzfilm)
- 2018: Juba: The Iraqi Sniper, the Untold Story (Kurzfilm)
- 2020: Crystal Clear: A Realistic Graduation (Kurzfilm)
- 2021: Blursday
- 2021: Voodoo (Kurzfilm)
- 2021: Salis (Kurzfilm)
- 2022: 17 Nuclear (Kurzfilm)
- 2022: Kevin (Kurzfilm)
- 2022: Lizard Brain (Kurzfilm)
- 2022: Headless Horseman – Pakt mit dem Teufel (Headless Horseman)
- 2023: Et Tu
- 2023: The Alibi (Kurzfilm)
- 2024: Monster Mash
- 2024: Queen of Prey (Kurzfilm)
- 2024: Faces (Kurzfilm)
- 2024: The Blue Diamond (Kurzfilm)
- 2024: Crust
- 2024: The Devil Wears Desire (Miniserie)
- 2024: Gladiators – Zurück in der Arena (Gladiators)

## Theater (Auswahl)
- 2019: Kiss me Kate
- 2019: A Chorus Line
- 2019: Singin’ in the rain
- Bare
- Much ado about nothing
- Legally Blonde
- South Pacific
- Next to normal
- Peter Pan
- Sound of Music